# سوزان ووکوما
سوزان ایندیابا ووکوما (انگلیسی: Susan Indiaba Wokoma؛ زادهٔ ۳۱ دسامبر ۱۹۸۷ در پکام، لندن، انگلستان)، که قبلاً با نام سوزی ووکوما (انگلیسی: Susie Wokoma) شناخته می‌شد، بازیگر، نویسنده، و کارگردان نیجریه‌ای‌تبار اهل بریتانیا است. وی از سال ۲۰۰۲ میلادی تاکنون مشغول فعالیت بوده‌است. او بیشتر به خاطر ایفای نقش ادیت در انولا هولمز و راکوئل در سریال Crazyhead محصول ئی۴/نتفلیکس شناخته می‌شود.
ووکوما در سال ۲۰۱۷ به عنوان یکی از ۳۰ شخص زیر ۳۰ سال فوربز اروپا فهرست؛ و در همان سال توسط هیئت داوران بین‌المللی بفتا به عنوان یک Breakthrough Brit معرفی شد.
وی همچنین در فیلم‌های خانه و انولا هولمز ۲، و مجموعه‌های تلویزیونی شهر هالبی، پزشک‌ها، و سقوط کردن به ایفای نقش پرداخته‌است.
ووکوما در ۳۱ دسامبر ۱۹۸۷ در لندن متولد شد. پدر و مادرش اهل نیجریه هستند. مادرش به عنوان نظافتچی کار می‌کرد و پدرش در مشاغل متعددی مشغول به کار بود. او در سال ۲۰۱۲ درگذشت.